# San Francisco de Cones
San Francisco de Cones är en ort i Honduras.   Den ligger i departementet Departamento de Ocotepeque, i den västra delen av landet, 190 km väster om huvudstaden Tegucigalpa. San Francisco de Cones ligger 1 218 meter över havet och antalet invånare är 1 066.
Terrängen runt San Francisco de Cones är kuperad åt nordost, men åt sydväst är den platt. Runt San Francisco de Cones är det ganska tätbefolkat, med 78 invånare per kvadratkilometer. Närmaste större samhälle är Corquín, 6,6 km nordost om San Francisco de Cones. Omgivningarna runt San Francisco de Cones är en mosaik av jordbruksmark och naturlig växtlighet.